# Estado fundamental (música)

Acorde de Do mayor en estado fundamental, primera inversión y segunda inversión.

En música, la fundamental de un acorde es la nota a partir de la que este se construye. Cuando la fundamental coincide con la nota más grave del acorde, se dice que este se encuentra en estado fundamental. Cuando la fundamental no es el sonido más grave del acorde, se dice que el acorde se encuentra invertido. Si la nota más grave es la tercera, el acorde se encuentra en primera inversión; si la nota más grave es la quinta, el acorde se encuentra en segunda inversión.